# Milovan Jakšić
Milovan Jakšić (v srbské cyrilici: Милован Јакшић; 21. září 1909 – 25. prosince 1953) byl černohorský a jugoslávský fotbalový brankář.

## Kariéra
Přezdívalo se mu „El Grande Milovan“. Tuto přezdívku získal za své vynikající zákroky v zápase, který Jugoslávie vyhrála nad Brazílií na prvním Mistrovství světa ve fotbale 1930 v Uruguayi. Je považován za jednoho z hlavních strůjců toho, že se Jugoslávie dostala do semifinále tohoto turnaje.
Jakšić byl střední postavy, ale fyzicky velmi silný, a jeho hlavními charakteristikami byly jeho vynikající reflexy. Jakšić strávil většinu své kariéry v FK BASK, před rokem 1931 pod názvem SK Soko, kde hrál až do roku 1939. Jedinými výjimkami byly československý SK Slavia Praha, kde Jakšić odehrál několik měsíců během sezóny 1934/35, a na konci kariéry nastupoval ještě za SK Lublaň a ND Ilirija.
Jakšić odehrál za jugoslávskou fotbalovou reprezentaci celkem sedmnáct zápasů. Debutoval 13. dubna 1930 v přátelském utkání proti Bulharsku v Bělehradě při výhře 6:1 a poslední (přátelský) zápas odehrál 2. září 1934, tentokrát v Praze proti Československu, kde Jugoslávie prohrála 1:3. Navzdory veškeré konkurenci, které čelil v boji o místo brankáře národního týmu, byl Jakšić vybrán jako hlavní brankář na Mistrovství světa ve fotbale 1930. Ačkoli předvedl nádherné zákroky ve všech zápasech na turnaji, připomínán je zvláště jeho zápas proti Brazílii, po němž ho nadšení novináři začali nazývat jeho novou přezdívkou: „El Grande Milovan“.
Po ukončení hráčské kariéry zůstal Jakšić spojen s fotbalem. V březnu 1945 založil fotbalový klub Crvena zvezda Bělehrad a byl technickým ředitelem klubu. Jakšić byl také prezidentem Fotbalové trenérské federace Jugoslávie od roku 1950 až do zimy 1953, kdy nečekaně zemřel na infarkt během fotbalového turnaje v egyptské Káhiře, kde doprovázel Crvenou zvezdu Bělehrad.